# Armand Cosson
Pour les articles homonymes, voir Cosson.
Armand Cosson est un historien français.

## Biographie
Né le 10 février 1943 à Casablanca, où il fait ses études secondaires, il rejoint ensuite Montpellier où il obtient l'agrégation d'histoire. En 1982, il soutient une thèse de doctorat sous la direction de Gérard Cholvy.
Il a enseigné à Montpellier, Alès et Nîmes (où il a été représentant de l'Association des professeurs de première supérieure et de lettres supérieures). En 1980, il participe à la fondation de la Société d'histoire moderne et contemporaine de Nîmes (devenue « du Gard » en 1998), qu'il préside de 1986 à 1987, puis de 2001 à 2002, et enfin en 2007.
Il est élu correspondant de l'Académie de Nîmes en 1988.
Sa fille Florence a épousé son confrère historien Didier Lavrut.

## Travaux
En 1980, il contribue à la rédaction des Grands notables du Premier Empire, une enquête prosopographique sur les élites sous Napoléon,,.
Il est l'un des rares auteurs à avoir abordé la place du textile, ressource-clé de la région nîmoise, en particulier dans sa thèse Fabriques et ouvriers du textile à Nîmes (1982).
En 1988, il publie un « ouvrage de référence » sur Nîmes et le Gard dans la guerre, qui aborde les répercussions du second conflit mondial dans la région. En 1994, sous l'égide des Archives départementales du Gard, il livre avec Anne-Marie Duport et dans la droite ligne de Louis Bergeron, une étude sur le « champ festif révolutionnaire » dans le département.

## Ouvrages
- Grands notables du Premier Empire : Gard, t. 5, Paris, Éditions du CNRS, 1980  (ISBN 2-222-02661-X).
- Nîmes et le Gard dans la guerre (1939-1945), Le Coteau, Horvath, coll. « La Vie quotidienne sous l'Occupation », 1988  (ISBN 2-7171-0564-6).
- Avec Anne-Marie Duport, Subsistances et Révolution dans le Gard (1789-1795), Nîmes, Archives départementales du Gard, 1988 (BNF 36646540).
- Avec Anne-Marie Duport, Les Fêtes révolutionnaires dans le Gard, Nîmes, Archives départementales du Gard, 1994  (ISBN 2-86030-003-1).